# Luca Scinto
Luca Scinto (Fucecchio, 28 gennaio 1968) è un dirigente sportivo ed ex ciclista su strada italiano.
Professionista dal 1994 al 2002, vinse Gran Premio Città di Camaiore e Giro di Toscana. Dal 2009 al 2021 è stato quindi direttore sportivo del ProTeam toscano Vini Zabù KTM (già ISD, Farnese Vini, Fantini, Yellow Fluo, Neri Sottoli, Southeast e Wilier) guidato da Angelo Citracca.

## Carriera
Distintosi come uno dei migliori gregari di Michele Bartoli, prima alla MG Boys Maglificio-Technogym e poi alla Mapei-Quick Step, rappresentò la Nazionale italiana in quattro edizioni del campionato del mondo in linea, compreso quello vinto da Mario Cipollini a Zolder nel 2002.
Tra i dilettanti ottenne 11 successi, da professionista colse invece sette vittorie – spiccano quelle nel Gran Premio Città di Camaiore 1995, nel Tour de Langkawi 1997 e nel Giro di Toscana 1999 – e si piazzò secondo al Grand Prix Pino Cerami 1994 e al Giro del Lazio 1997. Buon cronoman, chiuse al terzo posto nei campionati italiani di specialità del 1995, salendo inoltre due volte sul podio della Firenze-Pistoia, secondo nel 1994 e terzo nel 1998. Lasciò l'attività al termine della stagione 2002.
Dopo il ritiro è salito subito sull'ammiraglia della squadra dilettantistica Finauto, lanciando molti ciclisti, tra cui Giovanni Visconti, Andrij Hrivko e Dmytro Hrabovs'kyj, e ottenendo con loro molti successi. È diventato poi, nel 2009, team manager della squadra professionistica ISD-Neri diretta da Angelo Citracca, divenuta poi negli anni nota, per esigenze di sponsorizzazione, anche come Farnese Vini, Vini Fantini, Yellow Fluo, Neri Sottoli, Southeast, Wilier Triestina e Vini Zabù, e attiva fino al 2021.

## Palmarès
- 1988 (dilettanti)

Circuito di Cesa
- 1989 (dilettanti)

Gran Premio Città di Vinci
G.P. Cementeria Fratelli Bagnoli
- 1990 (dilettanti)

Coppa Ricami e Confezioni Pistoiesi
Memorial Giampaolo Bardelli
Giro delle Valli Aretine
- 1991 (dilettanti)

Gran Premio Vivaisti Cenaiesi
- 1992 (Italbonifica)

Gran Premio La Torre
Firenze-Viareggio
- 1993 (dilettanti)

Gran Premio Industria Commercio Artigianato Carnaghese
Trofeo Matteotti - Marcialla
Trofeo Serafino Biagioni
Trofeo Alvaro Bacci
- 1995 (MG Boys Maglificio-Technogym, due vittorie)

Gran Premio Città di Camaiore
Berner Rundfahrt
- 1997 (MG Boys Maglificio-Technogym, due vittorie)

6ª tappa Tour de Langkawi (Bukit Kiara > Genting Highlands)
Classifica generale Tour de Langkawi
- 1999 (Mapei-Quick Step, una vittoria)

Giro di Toscana
- 2000 (Mapei-Quick Step, una vittoria)

1ª tappa Uniqa Classic (Traismauer > Traismauer)

### Altri successi
- 1995 (MG Boys Maglificio-Technogym)

1ª tappa, 1ª semitappa Tour Méditerranéen (Sauvian > Béziers, cronosquadre)
4ª tappa Hofbrau Cup (Esslingen, cronosquadre)
- 2002 (Mapei - Quickstep)

1ª tappa Settimana Internazionale di Coppi e Bartali (Rimini, cronosquadre)

## Piazzamenti

### Grandi Giri
- Giro d'Italia

1994: 86º
1995: non partito (14ª tappa)
1998: fuori tempo massimo (17ª tappa)
2001: 109º
- Tour de France

1997: 120º

### Classiche monumento
- Milano-Sanremo

1997: 121º
1998: 154º
1999: 167º
2001: 108º
- Giro delle Fiandre

1998: 52º
1999: ritirato
- Liegi-Bastogne-Liegi

1998: ritirato
1999: 34º
2001: ritirato
- Giro di Lombardia

1994: 37º
1997: 51º
1998: ritirato
1999: ritirato
2000: 12º
2001: ritirato
2002: ritirato

### Competizioni mondiali
- Campionati del mondo

Oslo 1993 - In linea Dilettanti: 33º
San Sebastián 1997 - In linea Elite: 72º
Valkenburg 1998 - In linea Elite: 42º
Plouay 2000 - In linea Elite: 39º
Zolder 2002 - In linea Elite: 78º

## Riconoscimenti
- Memorial Bardelli nel 1990